# 赵显人
赵显人（1951年9月—），男，汉族，辽宁丹东人，中华人民共和国政治人物，曾任中华全国供销合作总社理事会副主任，第十二届全国政协委员。